# 스웨덴
스웨덴 왕국(스웨덴어: Konungariket Sverige 코능아리케트 스베리예[*] 듣기 (도움말·정보), 약칭 스웨덴(스웨덴어: Sverige 스베리예[*], 영어: Kingdom of Sweden, 문화어: 스웨리예)은 북유럽 스칸디나비아 반도의 동반부를 차지하는 입헌 군주국이자 유럽에서 다섯 번째로 면적이 넓은 나라이다. 수도는 스톡홀름이다.

## 역사

### 선사시대
스웨덴의 선사 시대는 후기 구덴의 석기인 기원전 12,000년경 남부 지방의 브로메 문화(Bromme Culture)로부터 시작되었는데, 석기 기술을 사용하였으며 나무 열매를 채집하고 순록이나 물고기를 사냥하였다.
기원전 4천 년경의 푼넬 비커 문화(Funnel-beaker Culture)에서는 농사와 가축 길들이기가 시작되었고 다듬어진 돌도끼와 장식된 토기가 부장품으로 발굴된다.
청동기 시대는 기원전 1,700년경에 시작되는데, 스칸디나비아반도에는 구리가 나지 않으므로 이 시기의 금속은 수입 후 가공된 것이다. 사람들은 작은 마을을 이루고 살았고, 단층의 긴 목조건물과 농장을 갖추었다.

### 고대
스베아족(고대 스웨덴인)에 관한 최초의 기록은 서기 98년 타키투스의 게르마니아 때에 등장한다. 바이킹 시대의 스웨덴인들은 비잔티움 제국과 이슬람 세계로 연결되는 교역로를 장악하고 이 길을 통해 대대적인 해상 원정을 벌였다. 스웨덴인들은 유럽에서 상당히 오랫동안 기독교를 받아들이지 않고 있었으나 11세기에 올로프 솃코눙이 스웨덴 왕으로 되면서 최초로 세례를 받았다.

### 중세
당시 스웨덴은 제후 연합체였고 군주제도는 라이벌 관계에 있는 왕조들, 더 나아가서는 왕과 봉건제후들의 대립 관계로 주기적인 불안 요소를 안고 있었다. 1397년 포메라니아의 에리크(에리크 13세)가 스웨덴-노르웨이-덴마크의 왕이 되어 1439년까지 스웨덴을 통치하였다. 그의 퇴위 후 80여 년에 걸쳐 스웨덴의 섭정들과 덴마크의 왕들은 3왕국의 주도권을 놓고 라이벌이 되었다.

### 근대
1523년 스웨덴은 덴마크와의 스웨덴 해방 전쟁에서 승리하면서 칼마르 동맹에서 독립했다. 이를 계기로 칼마르 동맹은 해체되었다. 스웨덴의 국왕으로 즉위한 구스타브 1세 바사 (재위 1523-1560)는 1718년까지 계속된 바사 왕조의 계보를 확립하고 루터교로 이행하는 종교개혁을 강행하였다. 그의 후계자들 치세에 스웨덴은 루터교, 개혁교회, 로마 가톨릭교회 사이에서 커다란 난항을 겪었다.
1611년 구스타브 2세 아돌프의 즉위와 함께 스웨덴은 루터교로 복귀하였다. 구스타브 2세는 발트해를 스웨덴의 바다로 만드는 한편 독일 개신교 측의 후견인으로 30년 전쟁(1618-1648)에 참전하였으나 전신 각부에 집중 사격을 받고 전사하였다. 초강대국 스웨덴(스웨덴 제국 혹은 발트 제국)은 약 1세기가량 계속되었으나 칼 12세가 강행한 러시아와의 대북방 전쟁(1700-1721)이 실패로 끝나 와해되었다.

### 현대
이후 소강 상태를 거쳐 18세기 후반에 구스타브  3세가 국가 중흥에 많은 공헌을 했으나 끝내 암살됨으로써 원점으로 돌아갔다. 스웨덴의 대외 전쟁 참가는 나폴레옹 전쟁이 마지막이었는데, 빈 회의 결과 핀란드를 상실하고 노르웨이를 얻었다. 그 후 대규모 군사활동은 거의 대부분 하지 않고 중립을 지켰다. 입헌군주제는 1849년에 실현되었다. 1905년 노르웨이가 독립하여 현재의 영토가 확정되었다.
제1차 세계 대전 때는 중립을 지켰으나 제2차 세계 대전 시기 외교관을 지낸 라울 발렌베리가 헝가리에 있는 유대인에게 비자를 제공, 입국시켰다. 1946년에 국제 연합의 회원국이 되었으며, 한국 전쟁 때 한국에 야전병원부대를 지원하였다.
1946년 총리가 된 타게 에를란데르는 복지정책을 확대하는 데 큰 힘을 기울였다. 23년 뒤 올로프 팔메가 후임으로 임명되었으며, 그는 몇 년 뒤 사임하였다. 팔메는 린든 존슨 미국 대통령의 월남전쟁 정책을 강력하게 비판하여, 양국 간의 물의를 빚고 말았다. 이후 다시 임명되었지만, 1986년 재직 중 암살되었다. 이후에는 잉바르 칼손이 총리가 되었다.
2014년 10월, 스테판 뢰벤이 총리가 됨으로써 좌파 사회민주노동자당이 8년 만에 정권을 잡았으며, 2021년에도 스웨덴 최초의 여성 총리 마그달레나 안데르손을 배출하나, 이듬해 우파·자유보수주의계 온건당의 울프 크리스테르손이 총리직에 올라 정권 교체가 이루어졌다.

## 지리
스웨덴은 스칸디나비아반도에 있는 국가로, 반도의 동부를 차지한다. 서쪽에는 노르웨이가, 동쪽에는 핀란드가, 남쪽에는 덴마크가 있다. 스웨덴은 광활한 숲, 수많은 호수, 그리고 아름다운 해안선이 특징인 나라인데, 북부는 스칸디나비아 산맥과 북극권에 가까워 오로라가 관측되기도 하며, 남부는 온화한 기후를 보인다. 자연 보호와 지속 가능한 환경 정책에 힘쓰고 있으며, 국토의 약 70%가 숲으로 덮여 있다.

## 행정 구역
스웨덴의 행정 구역은 21개 주로 구성되어 있으며 이들 지역은 290개 지방 자치체(kommun)로 나뉜다.

## 기후
스웨덴은 사계절이 뚜렷하고, 연중 기온이 온화하다. 멕시코 만류의 영향으로 동일 위도상의 다른 지역보다 따뜻하여 남부와 중부 지방은 여름에 종종 25~30°C에 이른다. 북부 지방은 북극 기후의 영향으로 6개월간 영하의 온도가 계속된다.

## 정치
스웨덴의 정치체제는 입헌군주제이며, 국왕은 종신직이다. 현재의 국왕은 1973년 9월 15일에 재위한 칼 16세 구스타프이다. 국왕은 총리에 대한 임명권을 갖고 있다. 내각을 책임지는 총리의 임기는 4년이고, 한 번 중임이 가능하여 최대 임기는 8년이다. 현재 총리인 사회민주당의 당수 스테판 뢰벤은, 2014년 10월 3일 제33대 총리의 첫 임기를 시작, 연이어 2018년 9월 9일부터 제34대 총리로서 2021년 11월 정권교체가 이루어지기 전까지 재임하였다.
2021년 11월에는 첫 여성 총리 마그달레나 안데르손이 취임하였는데, 이듬해 9월 치러진 총선에서 우파 온건당에 정권을 내주었다. 현재는 울프 크리스테르손이 제36대 총리로서 재임하고 있다.
사회민주당은 21세기 들어서도 원내 제1당으로서 강세를 보였으며, 2022년 정권교체 전까지 장기 집권을 이어 왔다. 다만 2006년엔 우익연립내각이 들어섰고 2010년엔 최초의 우익 재집권이 이루어졌고, 2010년대에 들어서면서는 반이민 정서를 내세운 우익 성향의 정당 스웨덴 민주당이 최초로 의회에 진입하는 등 스웨덴의 정치 지형에도 변화의 흐름이 불어닥쳤었다. 하지만 2014년 10월 3일에 다시 사회민주당을 필두로 한 좌익 연립내각이 정권을 차지하였으며, 이후 2018년 9월 9일에는 사회민주당을 필두로 하는 좌익 연립내각이 재집권에 성공하였다.
2010년 원내에 첫 진입한 스웨덴 민주당은 초기에 유권자들과 주요 정당들의 외면을 받았으나, 2008년 금융 위기와 이민자 증가 등을 거치며 지지층을 넓혔으며, 2022년 스웨덴 총선에서는 '망명 신청 제로’, ‘외국인 범죄자 추방’ 등의 공약을 내세우며 최다 득표를 얻기도 했다.

## 인구

스웨덴 주(州)별 인구 밀도 (단위: km^{2})
0–9.9
10~24.9
25~49.9
50~99.9
100~199.9
200 이상

고대 게르만 족의 부족인 스베아족과 기트족이 융합하여 오늘날의 스웨덴인을 형성하였다.

### 인구 구성
2025년 4월 기준, 스웨덴의 인구는 10,588,818명으로, 북유럽 국가 중 유일하게 인구 천만을 넘긴 나라이다. 참고로 스웨덴의 인구는 수만명 규모의 북부 원주민 사미인들을 포함한다. 핀란드와의 국경에 주로 사는 5만여명의 핀란드계 스웨덴인들도 있지만 원주민 소수 민족이나, 20세기 이후에 스웨덴에 이민 온 핀란드인 1·2세대가 45만 명 정도로 이들보다 압도적으로 많다.
스웨덴은 제1차 세계 대전이 끝날 때까지 이민을 내보내는 나라였다가 제2차 세계 대전 후 이민을 받아들이는 나라로 바뀌었다. 2004년 통계에 의하면 전체 인구의 13.3%가 외국 태생이고 약 5분의 1이 이민자거나 그 자녀들일 만큼 이민자 출신이 많다. 이민자들의 출신지는 핀란드, 구 유고슬라비아, 이라크, 터키, 이란, 칠레, 기타 북유럽 국가 순이다. 스웨덴은 내전에 놓여있던 나라들로부터 피난민들을 많이 받아들였다. 이들은 스웨덴 사회에도 많이 진출했는데, 1986년에 암살된 올로프 팔메 전 총리는 네덜란드의 후손이다. 그러나 2010년대 시리아 내전 등으로 유럽에 난민이 폭발적으로 유입되며 테러 및 범죄가 증가하는 것 아니냔 우려도 일각에서 제기되자, 스웨덴도 상기한 스웨덴 민주당 같은 극우 성향의 정당들이 2010년대 들어 일정 세를 얻고 있다.

## 언어
스웨덴은 스웨덴어(svenska)를 공용어로 지정하여 사용하고 있다.
스웨덴어는 같은 북게르만어군인 노르웨이어와 덴마크어와 유사하고 특히 스웨덴어를 사용하는 사람과 노르웨이어를 사용하는 사람은 서로 상당한 정도의 의사소통이 가능할 정도로 노르웨이어와 유사하다. 반면, 말이 아니라 글은 노르웨이어(보크몰)가 아닌 덴마크어와 유사하다. 스웨덴 남부의 일부 지역은 덴마크어에 가까우며, 남북에 걸쳐 기다란 국토로 말미암아 지역에 따른 사투리의 차이가 꽤 있다. 북부의 사미인들이 쓰는 말은 1960년대까지도 억눌렸다. (이 점은 다른 스칸디나비아 나라들도 사실상 마찬가지다.) 역사적 이유로 이웃 핀란드의 주민 약 7%가 스웨덴어를 쓰며, 스웨덴어가 핀란드어와 더불어 공용어로 정해져 있다.
1999년부터 스웨덴은 공식적으로 5개의 소수 언어를 인정하고 있다. 이들은 사미어, 메앤키엘리어(Meänkieli, 토르네달렌 핀란드어), 표준 핀란드어, 로마니어, 이디시어이다. 추가로 아랍어를 스웨덴의 공식언어로 인정할 지에 관해서는 아직 검토 중에 있다.
사미어는 스웨덴에서 7천명 정도가 사용하며 아리에플로그(Arjeplog), 옐리바레(Gällivare), 요크모크(Jokkmokk), 키루나(Kiruna) 시와 그 주변의 정부기관, 법정, 유치원, 양로원에서 쓸 수 있다. 사실상 마찬가지로 핀란드어와 메앤키엘리어는 옐리바레, 하파란다(Haparanda), 키루나, 파얄라(Pajala), 외베르토르네오(Övertorneå) 시와 그 주변에서 쓸 수 있다.
다른 북유럽 국가들과 마찬가지로 집중적인 영어교육을 통해 스웨덴인들은 영어를 아주 잘 구사한다.

## 종교
11세기 이전에 스웨덴인들은, 노르드교라는 자신들의 고유한 종교가 있었다. 웁살라에는 웁살라 사원이 중심지였다. 11세기부터 스웨덴인들은 자신들의 종교를 그리스도교로 바꿨다.
한때는 다른 북유럽 국가들처럼 종교개혁 이래 루터교의 전통이 강했던 나라였다. 스웨덴어가 노르웨이어와 달리 일찍 표준 정서법이 잡혔던 것도 다름 아닌 이 시기의 성경 번역 과정을 통해 그렇게 됐다.
이후로 20세기 전반까지 루터교 신자들이 절대다수를 차지했으나, 1960년대 이후 급격하게 세속화되어갔고 현대에는 무신론 및 무종교 인구가 다수를 차지하는 나라로 변했다. 또한 자발적인 헌금이 아닌 자산격차 문단에 상기된 교회세 강요 문제도 젊은 층이 이탈하는 데 한몫 했고, 결국 스웨덴 루터교는 2000년에 국교회 지위를 포기해야만 했다.
2010년 유로바로미터 설문조사에 따르면 하느님의 존재를 인정한다고 응답한 비율은 18%에 불과한 것으로 집계되었으며, 전년도인 2009년에 실시된 갤럽 조사에서는 17%만이 교회가 삶에서 중요한 위치를 차지한다고 응답했다.
이 밖의 기독교 교파에는 로마 가톨릭교회, 동방정교회, 침례교가 있다. 사미인들의 일부는 애니미즘 신앙을 따른다. 이민 등을 통해 퍼진 이슬람교 교인들도 일부 있다. 스웨덴 인구의 약 2%가 개신교 예배에 참석한다.

## 교육

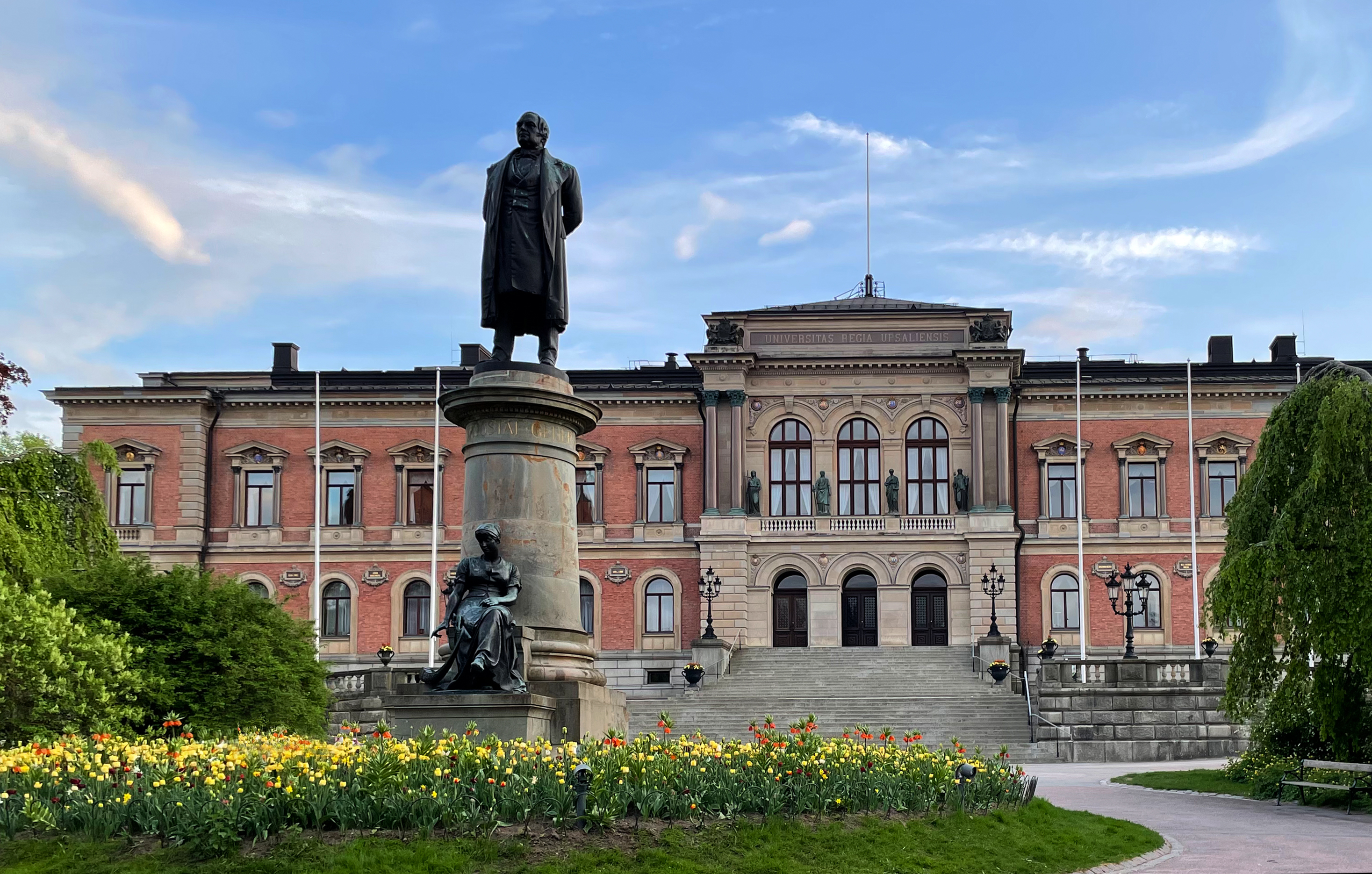
1477년에 설립된 웁살라 대학교

스웨덴은 세계적으로 높은 교육열을 자랑한다. 제2차 세계 대전 이후부턴 어릴 때부터 영어 교육을 받아 거의 대부분의 국민이 영어로 큰 무리없는 의사소통이 가능하다.
스웨덴의 교육은 크게 4단계로 이루어져있다. 첫 번째는 유치원 과정이다. 이 과정은 의무적 과정은 아니고, 1세부터 6세까지를 위한 과정이다. 두 번째는 의무교육 과정이다. 모든 사람이 경제적, 사회적 격차에 관계없이 교육에 대한 동등한 접근권을 가져야 한다는 사회민주주의 전통에 근거하여 모든 공교육 시스템은 무료로 제공된다. 7세에서 16세까지는 법에 의해 의무적으로 교육을 받아야 한다. 초등학교와 중학교를 통합한 종합학교(초중학교)가 의무교육기관 역할을 맡는다. 세 번째 단계는 고등학교이다. 고등학교는 의무는 아니지만 무료이다. 네 번째 단계는 대학교 과정이다. 스웨덴에는 총 61개의 대학교 교육기관이 있다. 대학교 교육도 무상으로 제공되며, 유학생도 2011년 봄학기까지는 무상으로 교육받을 수 있었다. 현재는 비EU권 유학생들은 연간 1200만원 정도의 학비를 부담해야 한다. 대학은 3년 과정, 석사는 2년 과정이 거의 대부분이다. 박사의 경우 직업 개념이라서 소정의 월급이 나오는 대신 강의를 해야한다. 하지만 학력에 따른 차별이 없기 때문에, 고등학교만 졸업하고도 좋은 일자리를 가지는 일이 많다고 한다.

## 군대
스웨덴 국방군(Försvarsmakten)은 스웨덴의 군대이다. 2010년 7월에 징병제를 폐지하였다.
스웨덴은 지리적으로 유럽의 북부 변경에 위치하여 외적의 침입과 지배로부터 자국을 방어할 수 있는 지정학적 이점이 있었다. 스웨덴은 수백년간 자국의 영토가 전쟁에 개입된 적 없는 외적의 침략으로부터 안정적인 나라였으며, 무장 중립 노선을 유지해 유럽에 세계 대전이 일어났을 때에도 전쟁에 휩쓸리지 않았다. 덕분에 2차세계대전 기간에도 스웨덴 경제는 성장할 수 있었고 이는 복지강국 스웨덴도 가능하게 하였다. 즉, 정부는 외부의 적에 대한 침략보다 국민을 더 신경쓸 수 있었다.
한편 러시아의 군사적 위협이 커지면서 안보 상황이 불안해지고 있는 데다가 지원병제로는 충분하고 우수한 병력자원을 확보하기 어렵기 때문에 징병제를 부활했다. 남성뿐만 아니라 여성도 징병한다. 스웨덴은 2024년에 북대서양 조약 기구(NATO) 회원국이 되었다.

## 경제
스웨덴은 세계적으로 국가 경쟁력이 높은 나라이다. 대표적인 경제강소국 중 하나로, 2024년 기준 스웨덴의 1인당 GDP는 $57,212이다. 널리 알려진 스웨덴의 대표 기업으로는 볼보, 에릭슨, 일렉트로룩스, 이케아, H&M 등이 있다. GDP 대비 R&D 지출도 높은 편이다.
유럽 연합에 가입한 국가이긴 하지만, 유로화를 쓰지 않고 자체 화폐인 크로나(Krona, 왕관을 뜻하는 crown에서 유래)를 쓴다. 화폐 단위 표기는 ':-'를 사용하며, 통화 기호는 SEK이다. 한때 유로를 도입하려고 했으나 외무부장관이 유로 도입 반대 세력들의 테러로 살해당하는 등, 국민들의 반발 때문에 도입하지 않고 있다.
스웨덴은 북유럽 제1의 광공업국이다. 철광석의 생산이 세계 10위 안에 들며, 큰 수출품이 되고 있다. 대신 석탄이 별로 생산되지 않아 많이 수입하는 형편이다. 자동차, 기계, 철강 공업이 발달하였으며, 이 제품의 수출량이 큰 편이다.
무역 상대국은 노르웨이, 덴마크, 독일, 영국, 미국 등이다.

## 복지
스웨덴은 경제/사회학적으로 semi-socialist state(半 사회주의형 국가)로 분류되는 나라며 가장 전폭적인 복지 정책을 추진하는 나라로 꼽힌다. 이 나라의 복지 모델이 확립된 것은 1950년대 스웨덴이 유럽 1위의 경제 부국으로 등극한 후 제도적 측면에서 사회주의 모델을 차용한 것에서 시작한다. 스웨덴은 높은 복지와 함께 높은 세금 부담률이 특징이며 학교, 보육, 건강, 연금, 노인 복지, 사회복지 사업 등을 국가가 거의 무상 제공하고 있다. 다만 2000년대 중반 우익 연립내각이 들어서며 스웨덴 복지 제도가 상당히 축소되기도 했지만, 사회적 합의이기 때문에 복지국가를 포기한 것은 아니다. 좌익 연립내각이 다시 들어섰다.
다음은 사회민주주의 연대 문서자료실의 스웨덴 복지 이야기를 요약한 것이다.

### 의료
스웨덴의 의료는 의료비를 본인과 나라가 같이 부담하고 있다. 스웨덴은 1년에 진료비가 900크로나(15만원)를 넘으면 바로 ‘무료 진료카드’가 나온다. 이 때부터 병원 치료비는 모두 공짜다. 약값도 1800크로나(32만원) 이상은 내지 않는다. 환자가 부담하는 상한금액은 국회에서 결정하는데, 1998년부터 지금까지 그대로 유지되고 있다. 이 제도는 부자나 가난한 사람이나 상관없이 국민 모두에게 똑같이 적용된다. 다만 입원비는 하루에 80크로나를 별도로 낸다. 입원했을 때 먹는 세 끼 식사와 간식 값이다. 이러한 복지를 유지하기 위해 월급의 50%를 세금으로 내지만 복지를 제공받기 때문에 국민들의 조세 불만이 없다. 또한 노동자가 병이 나면 법으로 병가를 주도록 되어 있어서, 병이 났다고 해서 해고되는 부당해고가 없으며 생활에서 어려움이 없도록 월급의 80%를 사회보험청에서 준다.

### 노동정책
- 연대임금제: 노동조합과 자본가의 중앙협의로 산별 임금차별을 줄이고 있다. 또한 최저임금도 노사가 같이 정하는데, 평균임금의 62%이다. 즉, 스웨덴은 노동조합과 자본가가 같이 회사를 꾸리는 공동경영을 하고 있다고 볼 수 있다. 연대임금제는 동일노동-동일임금을 적용함으로써 직장에서의 차별을 개선하는 정책이며, 연대임금제를 참여할 수 없는 영세사업장들은 자연스럽게 퇴출되도록 하여 일자리의 질을 개선하는 효과까지 있다. 영세사업장의 퇴출, 사양사업의 발생 등으로 생기는 실직자들은 비용부담이 없는 직업교육 및 스웨덴 노총이 구직자의 적성과 흥미에 맞는 직업을 소개하기 등으로써 돕는 적극적 노동정책으로써 구직자의 흥미에 맞는 직업으로의 이동이 되도록 한다. "세계 최고의 선진국인 스웨덴은 자사율이 제일이다."라는 일부의 잘못된 생각[12]과 달리 실제로 스웨덴의 자사율은 다른 유럽 나라들에 비해 10%에 그친다.[13]
- 비정규직 정책: 비정규직의 비율과 비정규직과 정규직의 임금차별이 낮다. 스웨덴의 비정규직은 15%이며, 정규직의 80%를 받는다.
- 창업지원: 노동자가 자영업자로 전환할 경우에 사업계획서를 내야 하며, 창업전문가들이 자영업을 해도 되는지 결정한다.
- 퇴직자: 스웨덴에서는 퇴직자에 대해 벌이가 없어 생활에서 어려움이 없도록 1년동안 월급을 주고 있으며, 6개월치 월급을 한 번에 준다. 퇴직자들의 전직을 돕는 민간회사인 ‘노동자안정위원회’에서 보충실업급여(처음에 월급의 80%, 그 다음에는 70%)를 지불하며, 창업에 필요한 절차와 법률, 세무 등 실무지식도 가르친다. 대신 퇴직자는 노동자안정위원회에 월급의 0.3%를 지불한다.
- 실업보험: 스웨덴의 실업보험제도는 스웨덴 노총을 상위단체로 한 산별노조가 만든 실업기금을 통해 운영된다. 노동자는 취직과 함께 실업기금에 가입하는데, 이 과정에서 자연스럽게 노조원이 된다. 노조 조직률이 80%를 넘는 것도 이런 이유에서다. 이씨는 직장에 다닐 때 한 달에 실업보험료로 100크로나, 노조회비로 200~300크로나를 냈다. 스웨덴 실업보험기금연합 멜케르 외데브링크 이사는 “재원은 고용주가 55%, 노동자가 45%를 부담한다.”고 말했다.[14]

## 문화

### 요리

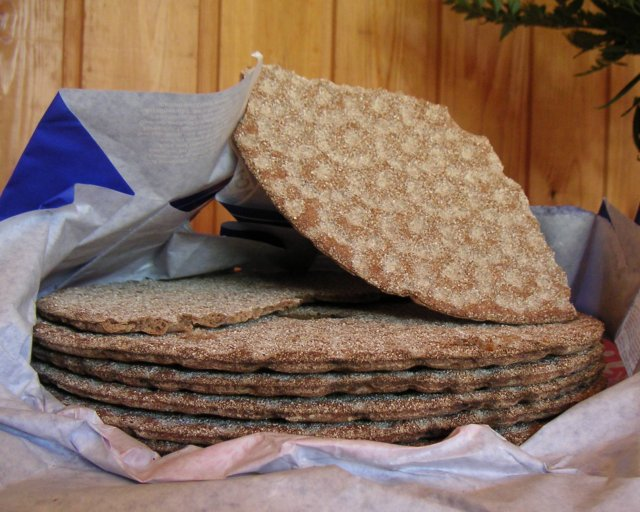
크네케브뢰드

스웨덴 요리는 다른 스칸디나비아 국가들(덴마크, 노르웨이)처럼 전통적으로 조리법이 단순한 편이다. 특히 생선 중 청어와 고기, 감자가 주요 식품 재료이며, 향신료의 사용은 적다. 유명한 요리로는 전통적으로 그레이비와 삶은 감자, 월귤잼을 곁들인 스웨덴식 미트볼, 즉 셰트불레와, 팬케이크, 루테피스크와 스웨덴식 부페인 스뫼르고스보르드(스웨덴어: smörgåsbord)가 있다. 아크바비트(스웨덴어: akvavit)는 인기있는 증류된 술이며, 스납스(스웨덴어: snaps)를 마시는 것은 문화적 중요도를 가진다. 납작하고 건조하며 바삭바삭한 전통적인 빵인 크네케브뢰드(스웨덴어: knäckebröd)는 근래에 들어 여러가지의 형태를 지니며 발전해왔다. 지역적으로 중요한 음식은 북스웨덴에는 발효한 청어인 수르스트룀밍(스웨덴어: surströmming)이 있으며, 스웨덴 남부의 스코네에는 장어가 있다. 스웨덴은 전통적으로 외국의 영향에 개방적이며 스웨덴인들이 수용하여 즐겨 먹는 음식으로는 18세기에 수입된 프랑스 요리에서부터, 비교적 근래 수입된 스시나 케밥 등이 있다.

### 스포츠
북쪽 지대에 위치한 특성상 스키 등 겨울 스포츠가 발달해있다. 그 외 상당수는 축구도 즐겨한다. 또한 세계적인 축구 선수들이 나오기도 했다. 대표적으로 즐라탄 이브라히모비치, 헨릭 라르손, 프레드릭 융베리, 요한 엘만데르 등이 있다.

### 음악

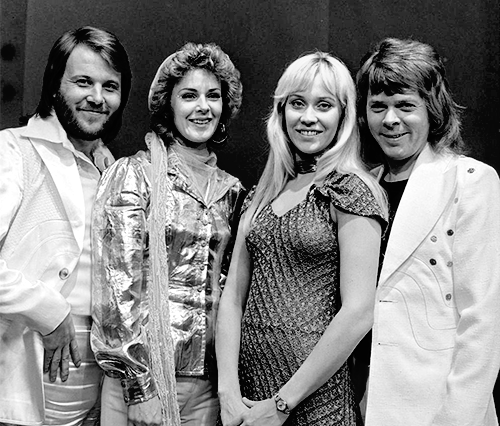
스웨덴의 대표 밴드 ABBA(아바) (1974년)

인구 대비 글로벌한 인지도를 가진 가수들을 제법 배출하고 있다. 대표적으로 혼성 그룹 ABBA(아바)가 20세기 글로벌한 인기를 얻은 바 있으며, 아카펠라로 유명한 리얼 그룹(The Real Group)도 왕성하게 활동하고 있다.
헤비 메탈의 성지라고도 불리기도 하며 여러 유명 메탈 밴드들이 스웨덴 출신이다. 대표적으로 아치 에너미, 오페스, 아몬 아마스, 메슈가 등이 있으며 유명 헤비 메탈 뮤지션으로는 네오클래시컬 기타리스트 잉베이 말름스틴 등이 있다. 또한 스웨덴은 일렉트로니카 음악 강국 중 하나로, 대표적으로 아비치, 알레소, 스웨디시 하우스 마피아 3인방 등이 있으며 NoCopyrightSounds(노카피라이트사운드)에서 활동 중인 짐 요셉도 있다.
CD에 의해 움직이는 세계 음반시장이 MP3 다운로드로 인해 저작권 피해가 발생하자 스웨덴 내에서 1천개의 음악 사이트를 봉쇄했던 국제음반산업연맹(IFPI)으로부터 음반 저작권 침해 혐의로 고소된 스웨덴 17세 소년에 대해 스웨덴 남부에 소재한 요언쾨핑 법원은 2002년 1월 27일에 "소년이 해당 웹사이트에 접속한 사실은 인정되나 이 사이트에서 복사를 했는지는 정확하게 밝혀지지 않았다"며 증거 불충분으로 무죄 판결하면서 "소년이 음반 복사를 통해 사익을 취하지 않았다"고 덧붙였다.

### 무용
스웨덴과 덴마크, 핀란드 등 여러 북유럽 국가에서는, 과거에 폴란드에서 들어온 폴스카를 춘다. 이 밖에 스웨덴의 제례·사교 댄스인 레크스트와 4분의 4박자로 짝이 되어 추는 렌닝엔 등이 있다.

## 대외 관계
대한민국
양국은 1959년에 수교하였다. 참고로 이때 스웨덴은 조선민주주의인민공화국과도 수교하였다. 그리고 스웨덴은 한국전쟁 때에는 연합군의 일원으로서 야전병원선을 파견한 바 있다. 한국은 스톡홀름(주 라트비아 대사관 겸임)에, 스웨덴은 서울에 각각 대사관을 두고 있다. 총 2,050명(재외국민 922명, 시민권자 1,128명) 정도의 한국인들이 스웨덴에 거주(2010년 12월 기준)하고 있다. 1988년 하계 올림픽 때 스웨덴은 선수단을 파견하였다.
 중화인민공화국
1950년 5월 9일, 스웨덴은 서방 국가로서는 최초로 중국과 외교 관계를 수립하였다.
 일본
스웨덴은 일본과 교류 관계가 그리 많진 않지만, 냉전 시대 이후부터 같은 친서방 국가로서 협력하였다. 1964년 하계 올림픽, 2002년 FIFA 월드컵 때 대표팀을 파견하였다.
 미국
스웨덴은 친서방적인 노선으로 미국과 부드러운 외교 관계이며, 오늘날에도 스웨덴은 미국과 친선 외교 관계를 유지하고 있다.

## 같이 보기
- 스웨덴의 석유 독립 정책
- 스웨덴의 복지